# Gazomètre de Rome
Le Gazometro (également connu sous les noms de Gasometro ou encore Luxometro) est un ancien gazomètre situé dans le quartier Ostiense de Rome.  
Construit par la société génoise Ansaldo entre 1935 et 1937, il a été le plus grand gazomètre d'Italie. Il est devenu au fil des ans un symbole incontesté du quartier romain, représentant un exemple important d'archéologie industrielle. 

## Histoire
Le gazomètre a été conçu en 1909 avec l'usine à gaz (aujourd'hui le siège romain d'Italgas) commandée par le maire Ernesto Nathan. 
La structure en fer du Gazomètre a été assemblée par la société génoise Ansaldo et par l’Allemande Klonne Dortmund entre 1935 et 1937 et est flanquée de trois autres gazomètres, dont deux non utilisés et un utilisé comme parking. Les trois gazomètres "mineurs" ont été construits par Samuel Cuttler & Sons de Londres entre 1910 et 1912 et ont une capacité de 25 000 et 60 000 m³ respectivement. 
Au moment de sa mise en place, il contenait 1 551 pieux, a une hauteur de 89,10 m et un diamètre de 63 m. Le volume maximal du gazomètre est de 200 000 m³,.

## Réaménagement de la zone
Depuis 2006, la zone du Gazometro s’est engagée dans un important processus de réaménagement et de relance urbaine. Cette année-là, la municipalité de Rome, en collaboration avec Eni, a lancé l’un des premiers projets de revalorisation de la zone avec la création de l’œuvre « Luxometro ». Cette transformation a vu le Gazometro devenir une œuvre d’art contemporain grâce à l’utilisation de plus d’un million d’ampoules LED disposées le long de plus de dix kilomètres de fibre lumineuse. Le Luxometro a contribué à réinventer l’image du Gazometro, l’élevant d’un symbole industriel à une icône culturelle et artistique de la ville de Rome.
En 2020, le propriétaire Eni a ouvert le siège de l’école de commerce Joule dans la zone Gazometro, un accélérateur de startups dans le secteur de la transition énergétique qui s’occupe également de la formation à l’entrepreneuriat durable. Depuis 2021, la région abrite ZERO, un accélérateur de startups dans le domaine des technologies propres. 
En 2021 et 2022, le quartier Gazometro a été choisi pour accueillir la Maker Faire Rome, un événement international dont le thème principal est l’innovation technologique,. 
En 2022, l’Eni 2050 Lab, un hub dédié aux technologies innovantes, a été inauguré dans le bâtiment 30 du complexe Gazometro, autrefois utilisé pour la production et la purification de gaz d’eau. Le bâtiment abrite un laboratoire doté d’équipements de haute technologie et d’une zone de modélisation avancée immersive qui exploite la puissance de calcul des supercalculateurs HPC4 et HPC5. 
Le 17 mai 2023, le projet ROAD (Rome Advanced District) a été inauguré dans la zone Gazometro, réalisé par un réseau d’entreprises formé par Eni, Acea, Autostrade per l’Italia, Bridgestone, Cisco, FS Group et NextChem dans le but de développer et de promouvoir des projets d’innovation technologique et de recherche scientifique dédiés aux chaînes d’approvisionnement énergétiques.  

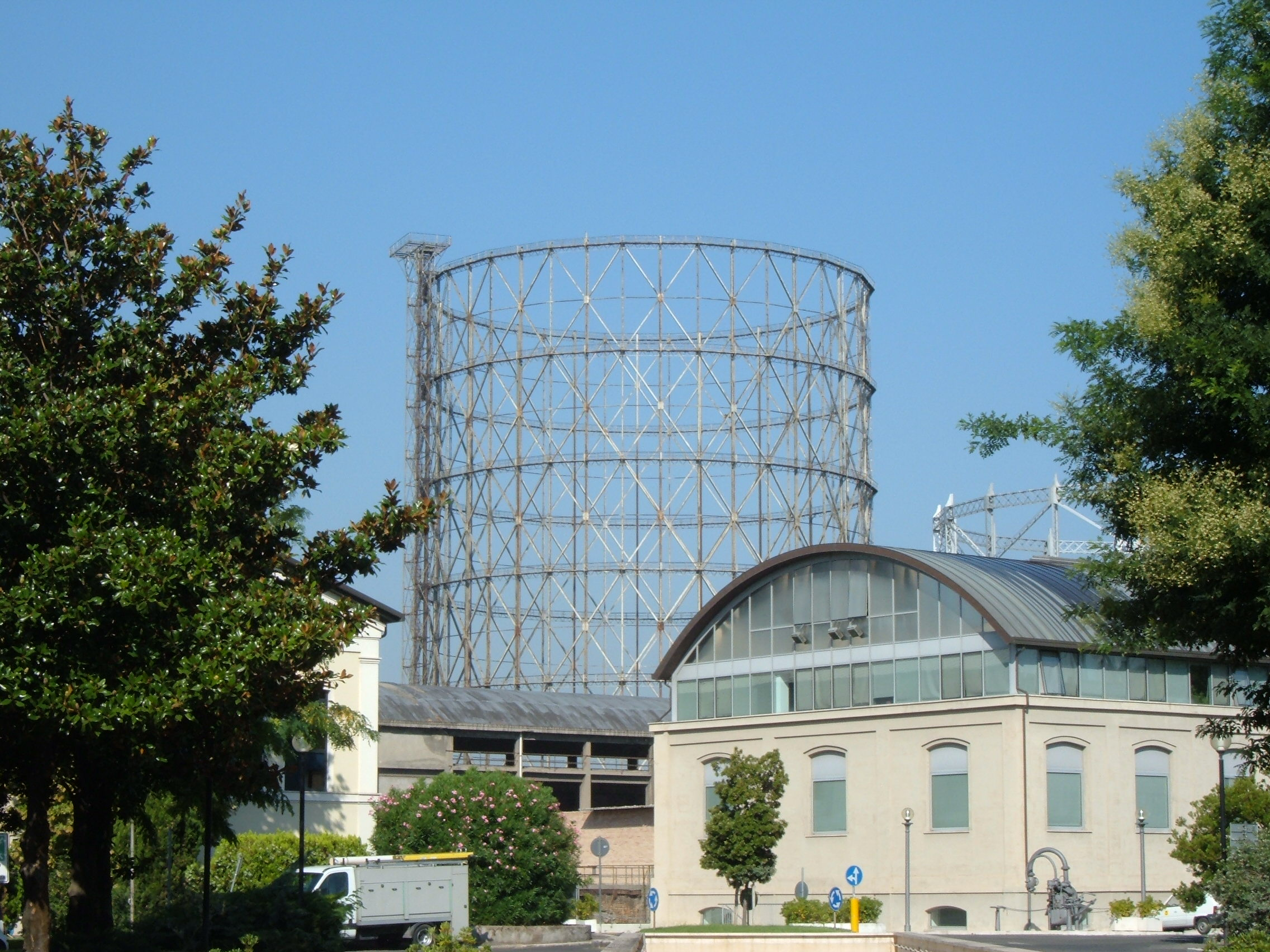
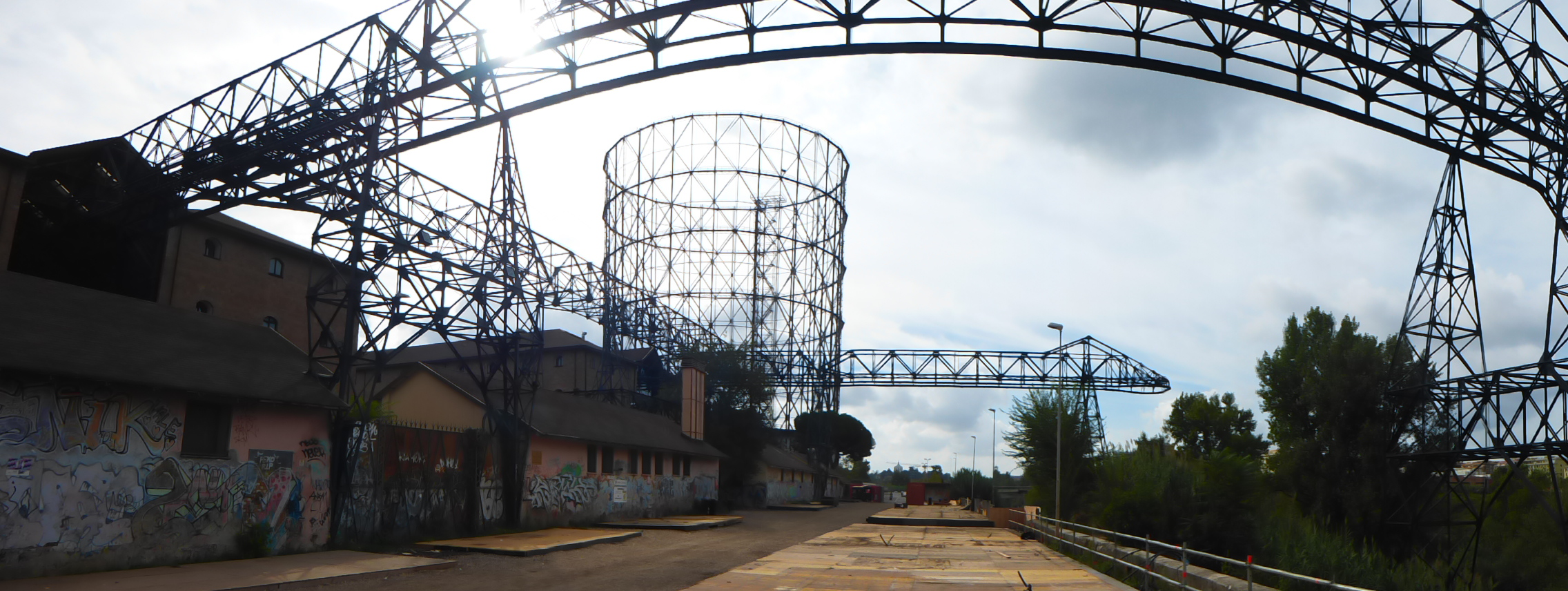
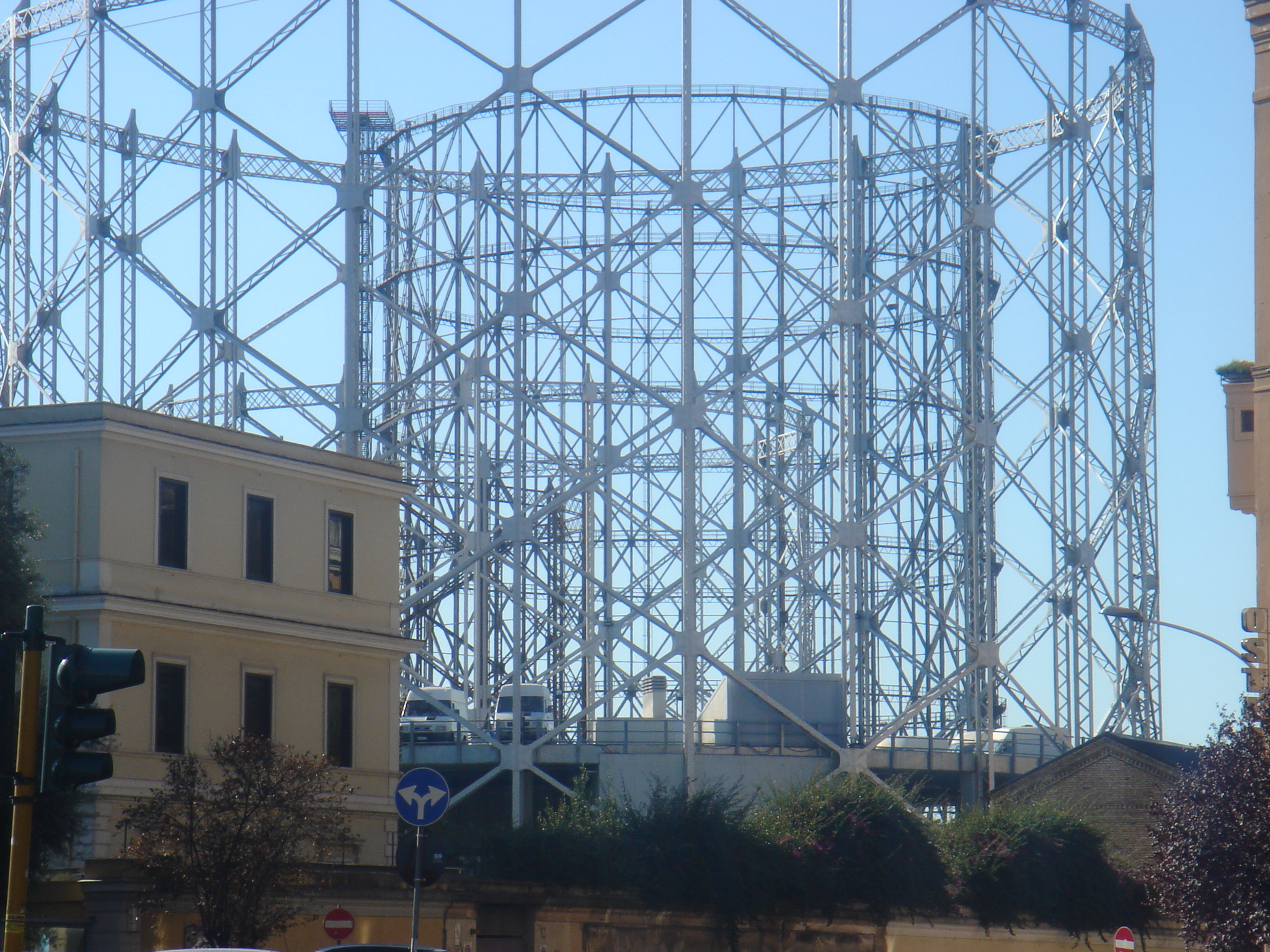
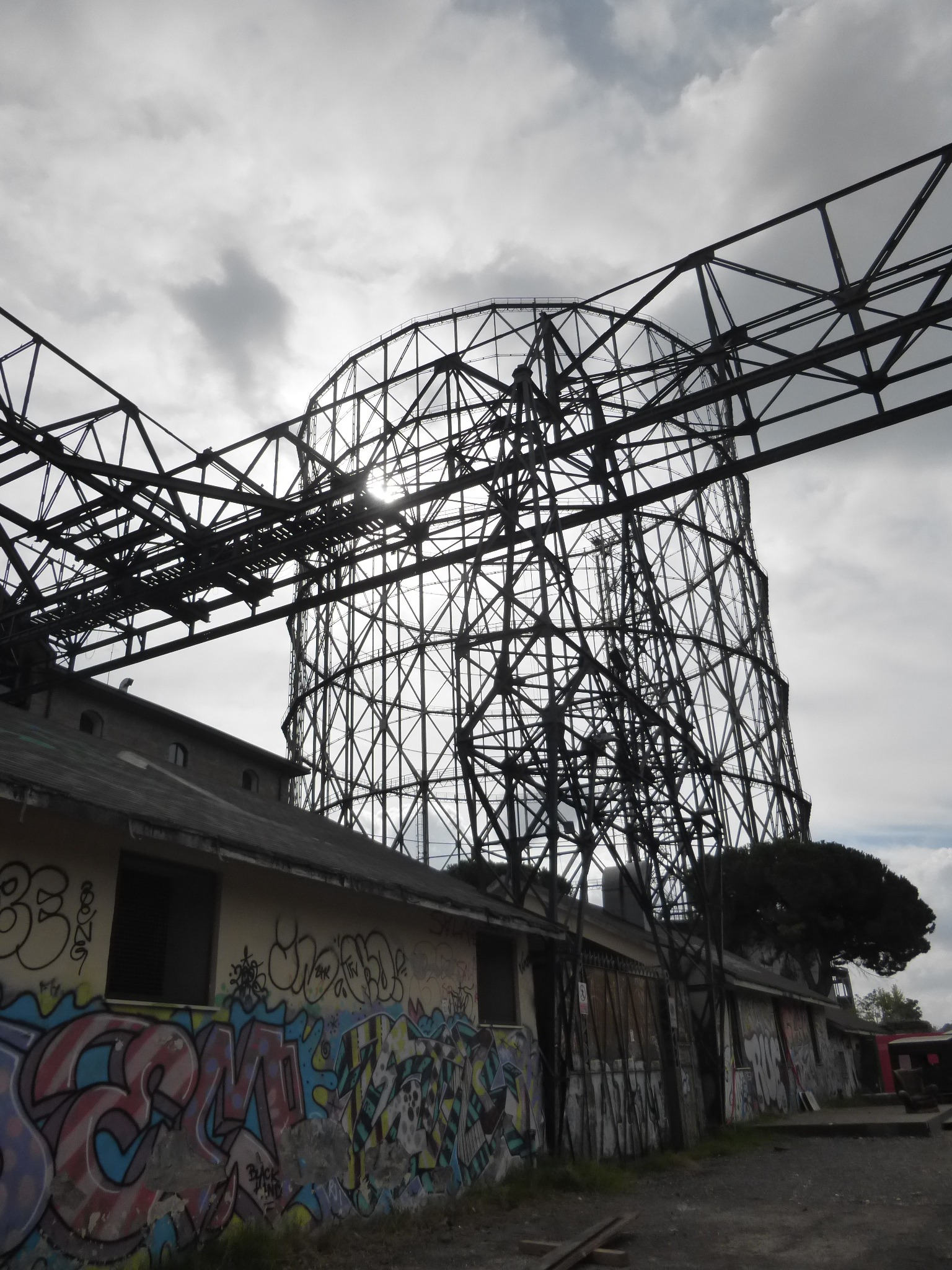
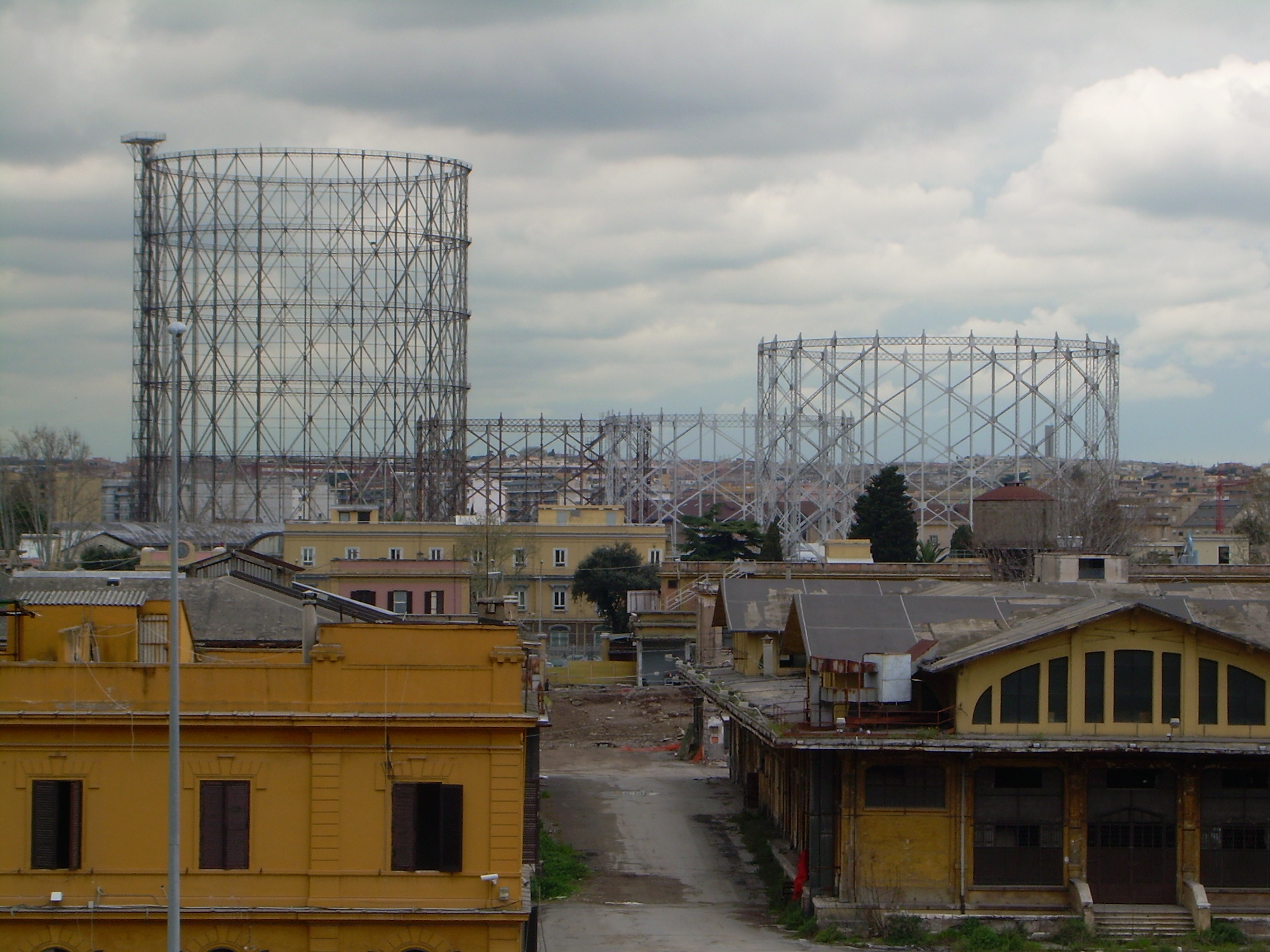